# Minecraft
Minecraft és un joc independent de món obert desenvolupat i publicat per Mojang creat originalment pel programador suec Markus "Notch" Persson. Va publicar-se per a PC el 17 de maig de 2009, en versió alfa a desenvolupar, i després d'actualitzacions graduals, la versió definitiva va sortir el 18 de novembre de 2011. La versió per a Android va sortir un mes més tard, el 7 d'octubre, i la versió per a iOS va sortir el 17 de novembre de 2011. El 9 de maig de 2012 el joc va sortir per a Xbox 360 com a joc de Xbox Live Arcade, co-desenvolupat per 4J Studios. L'any 2013 va sortir per a Play Station 3 i no fou fins al 2014 que sortí per a Play Station 4 i Xbox One. Totes les versions de Minecraft reben actualitzacions periòdiques, i és el videojoc més venut de la història. El 2021 comptava amb prop de 140 milions d'usuaris actius mensualment. El 2024 Minecraft va fer 15 anys amb un munt de sorpreses com la Capa dels 15 anys, Roba Gratuïta a la Marketplace de Minecraft Bedrock i molt més. El videojoc compta amb versió en català.

## Desenvolupament

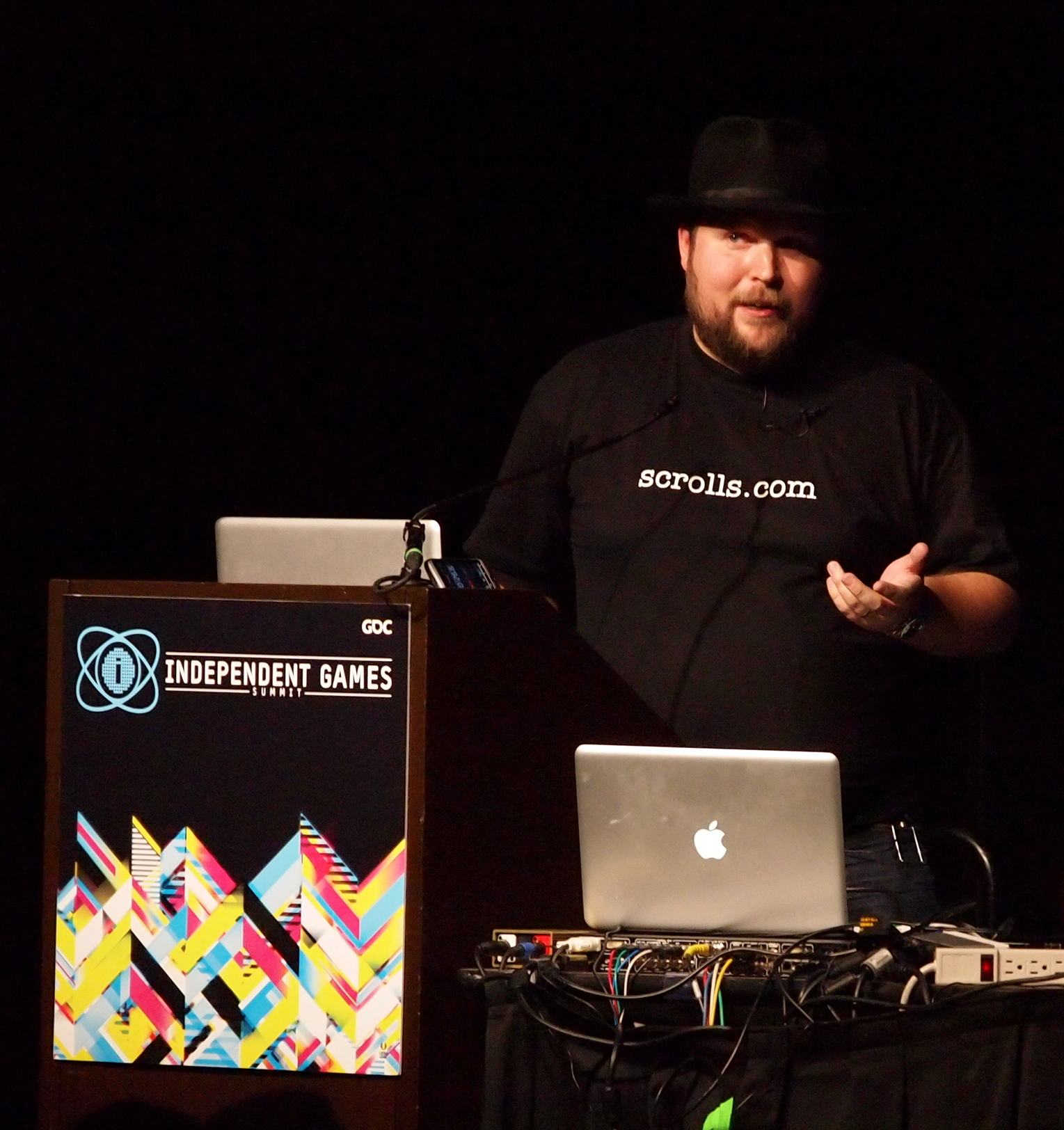
El creador de Minecraft Markus "Notch" Persson a la GDC 2011.

Markus "Notch" Persson va començar a desenvolupar el joc com un projecte. Es va inspirar per crear Minecraft d'altres jocs com Dwarf Fortress, Dungeon Keeper i, més tard, Infiniminer. Aleshores, havia visualitzat un joc de construcció en 3D isomètric que seria un entrecreu entre les seves inspiracions i havia fet alguns prototips. Infiniminer va influir molt en l'estil del joc, incloent-hi l'aspecte en primera persona del joc, l'estil visual "bloquejat" i els fonaments fonamentals de construcció de blocs. Tot i això, a diferència d’Infiniminer, Persson volia que Minecraft tingués elements RPG.
Minecraft va ser llançat al públic per primera vegada el 17 de maig de 2009, com a llançament del desenvolupament en els fòrums TIGSource, després es va conèixer com la versió Clàssica. Entre el setembre de 2009 i el febrer de 2010 es van publicar altres fites anomenades Survival Test, Indev i Infdev, tot i que el joc va veure actualitzacions intermèdies. La primera gran actualització, anomenada versió alfa, es va publicar el 28 de juny de 2010. Tot i que Persson va mantenir un treball diari amb Jalbum.net al principi, després va deixar la feina per treballar al Minecraft a temps complet, a mesura que les vendes de la versió alfa del joc es van enrandir. Persson va continuar actualitzant el joc amb publicacions distribuïdes als usuaris automàticament. Aquestes actualitzacions van incloure nous elements, nous blocs, nous mobs, el mode de supervivència i canvis en el comportament del joc (per exemple, com flueix l'aigua).
Per impulsar el desenvolupament de Minecraft, Persson va crear una empresa de videojocs, Mojang, amb els diners obtinguts del joc. L'11 de desembre de 2010, Persson va anunciar que Minecraft entrava a la seva fase de proves beta el 20 de desembre de 2010. Va afirmar a més que les solucions d'errors i totes les actualitzacions relacionades amb la publicació inclosa encara serien gratuïtes. Durant el desenvolupament, Mojang va contractar diversos empleats nous per treballar en el projecte.
Mojang va treure el joc de la versió beta i va llançar la versió completa el 18 de novembre de 2011. L'1 de desembre de 2011, Jens "Jeb" Bergensten va prendre el control creatiu complet sobre Minecraft, substituint Persson com a dissenyador principal. El 28 de febrer de 2012, Mojang va anunciar que havien contractat els desenvolupadors de la popular plataforma de servidors "Bukkit" per millorar el suport de Minecraft a les modificacions del servidor. Aquesta adquisició també incloïa Mojang, que aparentment prenia la propietat completa de la modificació CraftBukkit, tot i que la validesa d'aquesta reclamació es va posar en dubte a causa de la seva condició de projecte de codi obert amb molts col·laboradors, amb llicència sota la llicència pública general GNU i Llicència Lesser General Public. El 15 de setembre de 2014, Microsoft va anunciar un acord de 2.500 milions de dòlars per comprar Mojang, juntament amb la propietat de la propietat intel·lectual Minecraft. Persson li va suggerir l'acord quan va publicar un tuit demanant a una corporació que comprava la seva part del joc després de rebre crítiques per "intentar fer les coses correctes". Va ser arbitrat el 6 de novembre de 2014, i va donar lloc a Persson convertint-se en un dels "Multimilionaris del món" de Forbes. La versió original del joc es va canviar de nom a Minecraft: Java Edition el 18 de setembre de 2017 per separar-la de Bedrock Edition, que va ser rebatejada per Minecraft a Better Together Update.

### Actualitzacions
Des del primer llançament complet de Minecraft, anomenat "Adventure Update", el joc s'ha actualitzat contínuament amb diverses actualitzacions gratuïtes que afegeixen contingut al joc. A més, també es publiquen actualitzacions menors després d'una actualització major per corregir errades o fer petits canvis.
| Versió | Nom                               | Data de llançament | Elements principals que introdueix | Actualitzacions menors                                         |
| ------ | --------------------------------- | ------------------ | --- | -------------------------------------------------------------- |
| 1.0    | Adventure Update                  | 18/11/2011         | Primera versió completa del joc | 1.0.1                                                          |
| 1.1    | -                                 | 12/01/2012         | - Cinc nous biomes - Tipus de món "Extraplà" - 56 llengües disponibles, entre les quals hi ha el català | -                                                              |
| 1.2.1  | -                                 | 01/03/2012         | - Augmenta el límit d'altitud al món a 256 blocs - Bioma de jungla i arbre de jungla - Tres nous mobs: l'ocelot, el gat i el golem de ferro - Dues noves estructures: pous del desert i mines | 1.2.2, 1.2.3, 1.2.4, 1.2.5                                     |
| 1.3    | -                                 | 01/08/2012         | - Esmeraldes i comerç amb vilatans - Tres noves estructures: vila del desert, piràmide del desert i piràmide de la jungla - Tipus de món "Superbiomes" - Afegit el mode aventura | 1.3.1. 1.3.2                                                   |
| 1.4    | Pretty Scary Update               | 25/10/2012         | - Diversos nous blocs de construcció - Nous mobs: Wither, esquelet Wither, vilatà zombie, bruixa i ratpenat - Nova estructura anomenada casa de bruixa - Patates, pastanaga i altres aliments - Llibres encantats i focs artificials | 1.4.1, 1.4.2, 1.4.3, 1.4.4, 1.4.5, 1.4.6, 1.4.7                |
| 1.5    | Redstone Update                   | 13/03/2013         | - Quars i els blocs que es creen a partir de redstone - Diversos nous blocs i objectes relacionats amb la redstone com plaques de pressió, cofres trampa o sensors de llum solar | 1.5.1, 1.5.2                                                   |
| 1.6    | Horse Update                      | 01/07/2013         | - Nous mobs: Cavall, ruc, mula i cavall equelètic i zombi - Blocs de construcció i decoració com l'argila, catifes o bloc de fenc - Armadura per a cavall, etiqueta de nom i llaç | 1.6.1, 1.6.2, 1.6.4                                            |
| 1.7    | The Update that Changed the World | 25/10/2013         | - Multitud de nous biomes com la sabana, el bosc de flors o la taiga, a més de noves variants dels ja existents - Acàcia i pomer fosc, amb els seus respectius blocs de fusta - Nous blocs relacionats amb els nous biomes així com gran quantitat de flors noves - Noves estructures relacionades amb els nous biomes | 1.7.2, 1.7.3, 1.7.4, 1.7.5, 1.7.6, 1.7.7, 1.7.8, 1.7.9, 1.7.10 |
| 1.8    | Bountiful Update                  | 02/09/2014         | - Quatre nous mobs: peixet d'ender, conill, guardià i guardià ancià - Diversos nous blocs de construcció, entre els quals hi ha la prismarina - Nova estructura: el monument de l'oceà, on es troben els guardians - Mode espectador | 1.8.1, 1.8.2, 1.8.3, 1.8.4, 1.8.5, 1.8.6, 1.8.7, 1.8.8, 1.8.9  |
| 1.9    | Combat Update                     | 29/02/2016         | - Gran actualització a la dimensió de l'end - Nou bioma amb illes a l'end, amb noves plantes i un nou mob anomenat shulker - Nous blocs i objectes propis de la dimensió de l'end - Renovació del sistema de combat: Ús d'abdues mans, temps de recarrega en les ferramentes i armes, escut, diferents tipus de fletxes - Èlitres que permeten planejar - Noves estructures: Ciutat de l'end, vaixell de l'end i iglú                                                                             | 1.9.1, 1.9.2, 1.9.3, 1.9.4                                     |
| 1.10   | Frostburn Update                  | 08/06/2016         | - Nova estructura anomenada fòssil - ALguns nous blocs de construcció - Tres nous mobs: l'os polar, esquelet extraviat i zombi ressec | 1.10.1, 1.10.2, 1.10.3                                         |
| 1.11   | Exploration Update                | 14/11/2016         | - Nova estructura anomenada la mansió - Quatre nous mobs: Invocador, vindicador, esperit i llama - Mapes d'exploració i canvis als mapes normals | 1.11.1, 1.11.2                                                 |
| 1.12   | World of Color Update             | 07/06/2017         | - Nou mob, el lloro - Diversos nous blocs de construcció amb diferents colors | 1.12.1, 1.12.2                                                 |
| 1.13   | Update Aquatic                    | 18/07/2018         | - Gran actualització als oceans - Gran quantitat de nous blocs i objectes relacionats amb l'oceà - Quatre noves estructures: Iceberg, naufragis, escull de corall i ruines de l'oceà - Vuit nous biomes d'oceans - Renovació del funcionament de les mecàniques de l'aigua - Vuit nous mobs: Bacallà, salmó, peix globus, peix tropical, dofí, tortuga, ofegat i fantasma - Nova arma anomenada trident                                                                                           | 1.13.1, 1.13.2                                                 |
| 1.14   | Village & Pillage                 | 23/04/2019         | - Redisseny de les viles segons el bioma on es troben - Reinvenció del sistema de comerç amb els vilatans - Multitud de nous blocs i objectes, sobretot amb relació a les viles - Nous dissenys de gats i es diferencien de l'ocelot - Nou event que afecta a les viles anomenat raids - Nova estructura: la torre dels pillager - Nous mobs: Saquejador, devastador, comerciant i llama ambulant, rabosses i pandes - Nou bioma: la jungla de bambú, amb pandes i bambú - Nova arma: la ballesta | 1.14.1, 1.14.2, 1.14.3, 1.14.4                                 |
| 1.15   | Buzzy Bees                        | 10/12/2019         | - Nou mob: l'abella - Blocs i objectes relacionats amb les abelles: mel, ruscs, caixes d'abelles - Se centra principalment en la solució d'errors i millora del rendiment | 1.15.1, 1.15.2                                                 |
| 1.16   | Nether Update                     | 23/06/2020         | - Reinvenció del Nether - Quatre nous biomes al Nether: Soulsand Valley, Warped Forest, Crimson Forest i Basalt Deltas. Alguns amb nous tipus de planta - Noves estructures: Bastió, fòssil del nether, portal destruit i pilar de basalt - Multitud de nous blocs relacionats amb els nous biomes i estructures - Cinc nous mobs: Piglin, piglin ferotge, hoglin, zoglin i caminant - Comerç amb els piglin - Nou material per fer armes i armadura: Nederita                                    | 1.16.1, 1.16.2, 1.16.3, 1.16.4, 1.16.5                         |
| 1.17   | Caves & Cliffs: Part I            | 08/06/2021         | - Diversos nous blocs i objectes com l'ametista, coure o calcita. La majoria relacionats amb les coves - Nous mobs: Axolot, calamar lluent i cabra - Nova estructura: la geoda d'amatista | 1.17.1                                                         |
| 1.18   | Caves & Cliffs: Part II           | 30/11/2021         | - Renovació del sistema de generació de coves i muntanyes, ara molt més grans i profundes - Augment de la profunditat i altitud del món en 64 blocs cadascuna; en total 128 blocs d'ampliació - Vuit nous biomes i sub-biomes de cova i de muntanya: Dripstone Caves, Lush Caves, Meadow, Grove, Snowy Slopes, Stony Peaks, Jagged Peaks i Frozen Peaks - Dues noves estructures: pilar d'espeleotema i veta de mineral                                                                           | 1.18.1, 1.18.2                                                 |
| 1.19   | The Wild Update                   | 07/06/2022         | - Nous biomes: el manglar amb els nous arbres de manglar i la deep dark - Nous mobs: Allay, Capgrossos, granotes i Warden - Familia de bolcs de skulk - Nova estructura, la ciutat ancestral - Nous blocs relacionats amb els nous biomes | 1.19.1, 1.19.2                                                 |

L'edició Bedrock també s'actualitza regularment amb els mateixos conceptes que Java edition, amb molts poc canvis. Altres versions del joc, com les diverses edicions de consoles i Pocket Edition, es van combinar a Bedrock i/o es van suspendre i, per tant, no han rebut actualitzacions addicionals.

### Música

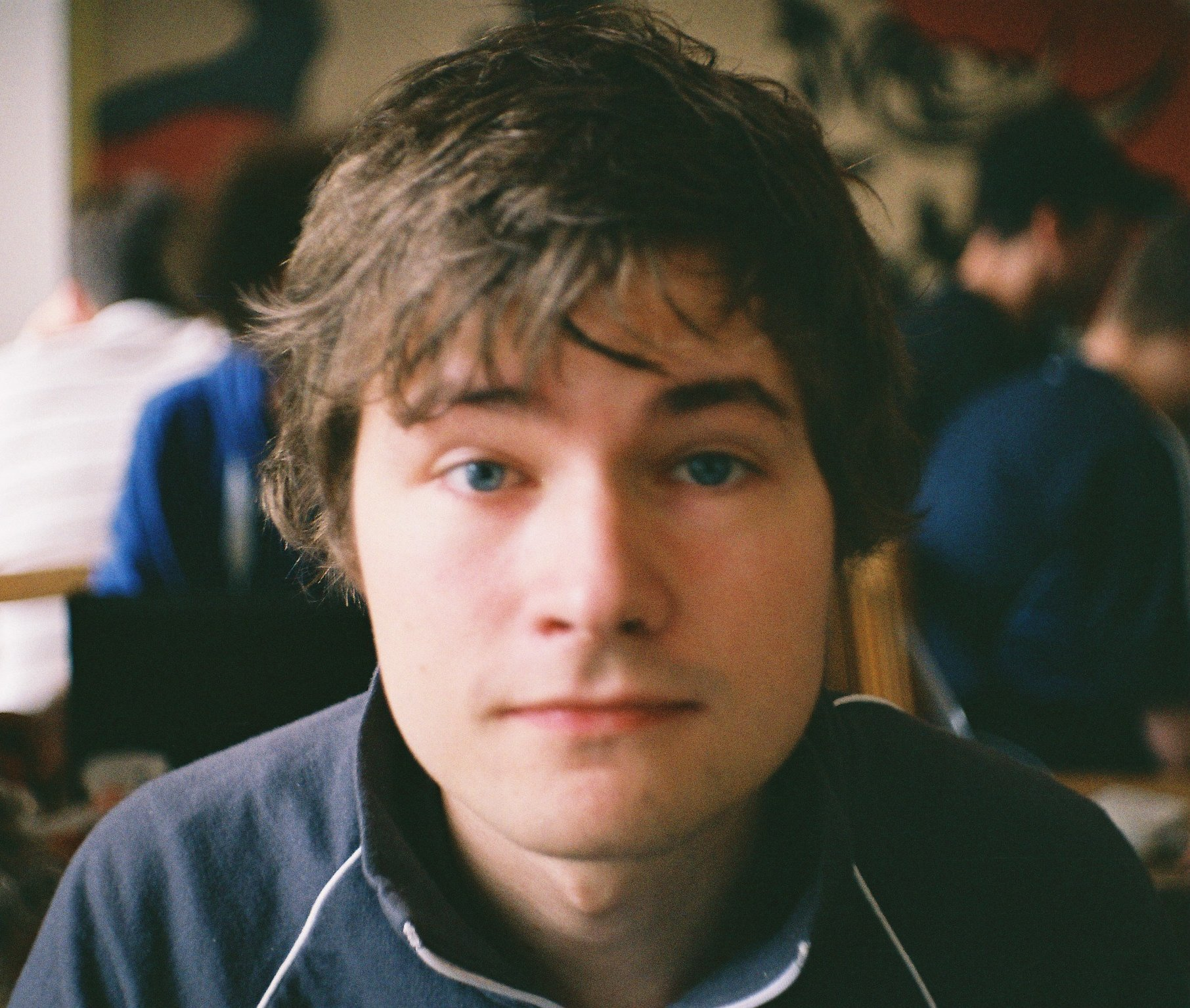
C418, compositor de la banda sonora de Minecraft.

La música i efectes sonors del Minecraft van ser produïts pel músic alemany Daniel Rosenfeld, més conegut com a C418. La música de fons de Minecraft és música ambiental instrumental. El 4 de març de 2011, Rosenfeld va llançar una banda sonora titulada Minecraft – Volum Alpha; inclou la majoria de les pistes presentades a Minecraft, i també altres músiques que no figuren en el joc. Kirk Hamilton de Kotaku va triar la música de Minecraft com una de les millors bandes sonores de videojocs del 2011. El 9 de novembre de 2013, Rosenfeld va llançar la segona banda sonora oficial, titulada Minecraft - Volume Beta, que inclou la música que es va afegir en versions posteriors del joc. El 21 d'agost de 2015 es va publicar un llançament físic del Volum Alpha, format per CD, vinil negre i LPs de vinil verd transparent d’edició limitada, publicat per l'etiqueta electrònica indie Ghostly International. A partir de 2020, Lena Raine va substituir Rosenfeld com a principal compositora a les noves actualitzacions, a més s'han afegit temes de Kumi Tanioka.

#### Discos de música
En el joc, es poden obtindre 16 discos de música diferents que es poden reproduir amb una càixa de música.
| Nom       | Compositor   | Versió en què es va afegir |
| --------- | ------------ | -------------------------- |
| 13        | C418         | Alpha v1.0.14              |
| Cat       | C418         | Alpha v1.0.14              |
| Blocks    | C418         | 1.0                        |
| Chirp     | C418         | 1.0                        |
| Far       | C418         | 1.0                        |
| Mall      | C418         | 1.0                        |
| Mellohi   | C418         | 1.0                        |
| Stal      | C418         | 1.0                        |
| Strad     | C418         | 1.0                        |
| Ward      | C418         | 1.0                        |
| 11        | C418         | 1.0                        |
| Wait      | C418         | 1.0                        |
| Pigstep   | Lena Raine   | 1.16                       |
| otherside | Lena Raine   | 1.18                       |
| 5         | Samuel Åberg | 1.19                       |
| Creator   | Lena Raine   | 1.21                       |

### Personalització
A Internet hi ha una gran varietat de contingut descarregable generat per l'usuari per a Minecraft, com ara modificacions, paquets de textures i mapes personalitzats. Les modificacions del codi Minecraft, anomenades mods, afegeixen una gran varietat de canvis de joc, que van des de nous blocs, nous elements, nous mobs fins a matrius senceres de mecanismes fins a la creació. La comunitat de modding és responsable d’un subministrament substancial de modificacions des d'altres que canvien la jugabilitat o introdueixen elements propis d'altres videojocs o mitjans, fin i tot contingut original.
També estan disponibles paquets de recursos creats a la comunitat, que alteren certs elements de joc, incloent textures i sons. Els jugadors també poden crear els seus propis mapes, que sovint contenen regles específiques, reptes, trencaclosques i missions, i els comparteixen amb altres jugadors. Mojang va afegir un mode d'aventura a l'agost de 2012 i "blocs de comandaments" a l'octubre de 2012, que van ser creats especialment per a mapes personalitzats a la Java Edition.
La Xbox 360 Edition és compatible amb el contingut que es pot descarregar a la botiga de jocs de Xbox; aquests paquets de contingut solen contenir pells de caràcters addicionals. Posteriorment va rebre suport per als paquets de textures en la seva dotzena actualització del títol mentre va introduir "mash-up packs", que combina paquets de textures amb packs de pell i canvis en els sons, la música i la interfície d'usuari del joc. El primer paquet de mash-up (i per extensió, el primer pack de textures) de la Xbox 360 Edition va ser llançat el 4 de setembre de 2013 i va ser tematitzat després de la franquícia Mass Effect. A diferència de Java Edition, però, la Xbox 360 Edition no admet modificacions o mapes personalitzats fets per reproductor. Un paquet de recursos promocionals basats en la franquícia de Super Mario de Nintendo va ser llançat a la Wii U Edition a tot el món el 17 de maig de 2016. Es va anunciar un pack de mash-up basat en Fallout per a la seva publicació a la Wii U Edition.
El juny de 2017, Mojang va publicar una actualització coneguda com la "Actualització del descobriment" a la versió Bedrock del joc. L'actualització inclou un nou mapa, un nou mode de joc, el "Marketplace", un catàleg de contingut generat per l'usuari que proporciona als creadors de Minecraft "una altra manera de guanyar-se la vida des del joc" i molt més.

## Jugabilitat

Un exemple del terreny generat per procediment de Minecraft, incloent-hi un poble i l'aparença per defecte de l'Steve.

Minecraft és un joc de món obert que no té objectius específics a complir, i atorga als jugadors una gran llibertat a l'hora d'escollir com jugar. Tanmateix, hi ha un sistema d'assoliments opcionals. La jugabilitat per defecte és en primera persona, però els jugadors també poden jugar en mode de tercera persona. La jugabilitat principal consisteix a trencar i emplaçar blocs. El món del joc està compost essencialment d'objectes 3D en forma de cubs arranjats en un patró fixat en forma de quadrícula. Cada tipus de cub representa un tipus de material, com ara terra, pedra de diferents menes, aigua, lava i troncs d'arbres. Mentre que els jugadors es poden moure lliurement dins del món, els objectes i els ítems només es poden col·locar en llocs fixats relatius a la quadrícula. Els jugadors poden agafar aquests blocs i col·locar-los en llocs diferents, cosa que permet la creació de diferents tipus de construccions.
Al principi del joc, el jugador es troba a la superfície d'un món generat procedimentalment i infinit virtualment. Els jugadors poden caminar per sobre d'un relleu format per planes, muntanyes, boscos, coves i diferents masses d'aigua. El món es divideix en biomes, que van de deserts fins a jungles i camps nevats. El joc disposa de dues dimensions a part de la principal: l'Infern (Nether) i la Fi (End). A l'End s'hi pot trobar un drac especial com a enemic final que el jugador haurà de neutralitzar si vol tornar a la Terra(Overworld), moment en què apareixen els crèdits del joc, tot i aquest no tenir un final establert. El sistema de temps del joc té un cicle de dia-nit, amb un cicle complet durant 20 minuts reals. Durant el curs del joc, el jugador es troba amb diferents personatges no jugadors coneguts com a mobs, incloent animals, ciutadans i criatures hostils. De dia, apareixen els animals no hostils, com ara vaques, porcs i gallines. Aquests es poden caçar per obtenir-ne menjar i materials amb els quals treballar. De nit i en zones fosques, apareixen els mobs hostils, com aranyes, esquelets i zombis. També hi ha criatures hostils úniques de Minecraft, com ara els Creeper o l'Enderman.

### Creatiu
El mode de joc Creatiu (en anglès, Creative) se centra completament en l'aspecte de la construcció. Els jugadors tenen un subministrament il·limitat de tots els blocs i objectes del joc, que poden col·locar i destruir de forma instantània. A més, no són atacats espontàniament pels monstres, no poden rebre dany i només es pot morir de dues maneres: caure al buit després de picar la Pedra Mare(Bedrock, en anglès)(el material indestructicble en mode Supervivència), i posant l'ordre "/kill". En les primeres versions preliminars de Minecraft, l'única manera de joc disponible era similar a l'actual Creative. En particular, la versió Classic, que ja no és actualitzada, encara pot ser jugada gratuïtament en un navegador.

### Supervivència
Al mode Supervivència (en anglès, Survival), els jugadors tenen una barra de vida. Els monstres hostils els ataquen espontàniament, i poden rebre dany, d'aquesta i d'altres maneres, com caigudes, lava, etc., i morir. A més, tenen una barra de fam que han d'omplir obtenint i consumint menjar d'animals o plantes, i una barra d'experiència, obtinguda en neutralitzar animals (en anglès, mobs). Els diferents blocs i objectes han de ser recollits o fabricats, i emmagatzemats en l'inventari dels jugadors. Els blocs requereixen uns segons per ser extrets, a més de certes eines: pics, pales, destrals, etc. En adquirir millors recursos, augmenta la quantitat i qualitat de les eines i objectes que es poden fabricar. Existeixen quatre dificultats de joc: pacífic, fàcil, normal i difícil.

### Aventura
Al mode Aventura (en anglès, Adventure) el jugador no pot trencar cap bloc. Aquest mode s'utilitza principalment als mapes personalitzats que creen altres jugadors. La jugabilitat serà la mateixa que al mode Supervivència, però sense poder trencar blocs ni, de vegades, interaccionar-hi.

### Extrem
El mode Extrem (en anglès, Hardcore) és idèntic al mode Supervivència, amb la diferència que la mort del jugador és permanent, implicant també l'esborrat del món. La dificultat és la més elevada disponible.

### Espectador
El mode Espectador(En anglès Spectator) permet els jugadors volar a través de blocs i veure el joc sense interactuar. En aquesta manera, l'inventari es converteix en un menú que permet el jugador teletransportar als jugadors en el món. També és possible veure des del punt de vista d'un altre jugador o criatura. Algunes coses poden semblar diferents des del punt de vista d'una altra criatura.

### Multijugador
Per jugar al mode Multijugador no és necessari saber el nom d'un servidor, però s'ha de saber la IP. En determinats servidors es pot jugar amb desconeguts i cal protegir-se dels monstres i dels altres jugadors. Dintre del mode multijugador s'han creat altres modes de joc com per exemple: SkyWars, EggWars, Jocs de la Fam, Presó, etc., gràcies als plugins.

## Animals i criatures (mobs)
Durant el transcurs del joc (especialment a la nit) el jugador es trobarà amb criatures que voldran atacar-lo, o bé seran inofensives i serviran per a aconseguir més recursos:
- Vilatans: són els habitants del joc. Viuen en viles i poden treballar en diferents oficis, s'hi pot comerciar.
- Fantasma: criatura que apareix en la nit si el jugador no ha dormit durant un determinat temps.
- Vilatans Zombis: són vilatans que es converteixen en zombies quan són atacats per un xombi.
- Saquejador: són uns vilatans bandits que ataquen viles mitjançant assalts i van armats amb ballestes.
- Vindicador: són saquejadors armats amb destrals qu viuen en les mansions del bosc.
- Invocador: una altra variant de saquejadors que realitza atacs amb màgia i invoca esperits.
- Esperit: petit èsser amb aparença d'angel que pot travessar blocs.
- Devastador: són una espècie de porc senglar gegant, sovint muntats per saquejadors.
- Os polar: viu en els glaceres i en les tundres.
- Calamar: viu en els oceans i proporciona tinta.
- Pollastre: posa ous i proporciona carn i plomes.
- Ruc: s'assembla al cavall però és més lent i té una capacitat de càrrega.
- Llama: és un animal domesticable amb capacitat per carregar objectes
- Peixos tropicals: peixos que viuen en els oceans tropicals i presenten moltes varietats.
- Bacallà: epeix que viu als oceans.
- Salmó: peix que es sol trobar en rius.
- Peix globus: viu en oceans càlids i pot enverinar si es sent atacat.
- Dofí: guia als jugadors cap a un tresor a canvi de peix. En atacar un dofí, aquest i tots els que l'envoltin es tornaran hostils cap al jugador.
- Tortuga marina: viu en els oceans de algues, si s'alimenta posarà ous en la platja més propera, un cop es desclouen els ous i quan es fagen grans les cries soltaran escames de tortuga.
- Golem de ferro: apareix naturalment en viles i defensa els vilatans, també es pot invocar pel jugador.
- Golem de neu: s'invoca amb 2 blocs de neu i una carabassa tallada i ataca amb boles de neu els mobs hostils.
- Zombi ofegat: apareix en els oceans i en els rius i de vegades portà un trident quan un zombi porta un temps sota l'aigua es transforma en un.
- Zombi ressec: zombi que apareix al desert
- Esquelet extraviat: es troba en biomes nevats i dispara fletxes que donen lentitud al jugador.
- Esquelet: ataca a distància amb el seu arc.
- Zombi (ataca cos a cos, també ataca els vilatans i els converteix en zombis.
- Panda: es troba en la jungla de bambú, poden tenir personalitats i trets diferents.
- Aranya: pot pujar els blocs en vertical i només és agressiva de nit.
- Aranya de cova: és més petita que l'aranya, es troba en coves i pot enverinar el jugador.
- Creeper: explota quan es troba prop del jugador.
- Llim (Slime): cub verdós que es multiplica en morir i dona boletes de llim.
- Ghast: criatura del Nether. Vola i dispara boles de foc..
- Piglin: éssers similars a porcs que habiten el Nether. Comercien amb d'or i ataquen al jugador si no porta cap peça de vestir d'or.
- Piglin ferotge: versió més agressiva dels piglin.
- Piglin zombificat:. es crea quan un piglin passa cert temps fora del Nether, en versions anteriors a la 1.16 era un porc humanoide anomenat Pigman que es trobava naturalment en el Nether.
- Hoglin: Ésser similar a un porc senglar que habita a alguns biomes del Nether, ataca al jugador i als piglins.
- Zoglin: es crea quan un hoglin passa cert temps fora del Nether, ataca a tots els mobs del seu voltant.
- Esquelet Wither: es troba a les fortalesses del Nether i és negre i més alt que un esquelet normal, enverina el jugador amb l'efecte wither.
- Home d'Ender (Enderman): ataca si se'l mira als ulls. Es tele-transporta i no tolera l'aigua.
- Llop: pot ser domesticat amb ossos. Ataquen si se'ls agredeix en estat salvatge i durant la nit.
- Vaca: proporciona llet, cuir i carn.
- Porc: dona carn i es pot montar.
- Peixet de plata (Silverfish): apareix en minar determinades pedres, ataca el jugador i va trencant les pedres al seu pas.
- Ocelot: felí salvatge que pot ser ésser domesticat amb peix cuit, apareix en jungles.
- Bruixa: utilitza pocions com a armes, apareix de nit o en casetes de bruixa.
- Esperit de foc (Blaze): apareix a fortalesses del Nether, vola i llança boles de foc.
- Cubs de magma: localitzats al Nether, es multipliquen en morir i donen boletes de magma.
- Cavall: pot ser domesticat s'hi pot muntar i desplaçar-s'hi.
- Drac d'Ender: enemic final localitzat a la dimensió de l'End.
- Wither: enemic que s'invoca amb tres caps d'esquelets abissals i que llança projectils explosius.
- Conill: apareix a determinats biomes i dona carn i pell.
- Endermites: pot aparèixer en matar un home d'Ender o llançar una perla d'Ender.
- Guardià: apareix als monuments oceànics sota l'aigua i ataca des de la distància, disparant raigs.
- Guardià Ancià: cap dels guardians, viu dins els monuments oceànics i representa un guardià de nivell superior.
- Shulker: enemic present a les ciutats de l'End, capaç de tele-transportar-se. Ataca llançant una bola que provoca un efecte de levitació a l'entitat afectada.
- Lloro: es troba al bioma de jungla que pot ser domesticat i pot ser de diferents colors. Balla quan es reprodueix un disc de música.
- Abella: són criatures neutrals que viuen en nius d'abella i proporcionen mel i cera.
- Caminant: són criatures que viuen a la lava del nether i poden ser muntades per desplaçar-se per la lava.
- Axolot: animal amfibi que es troba en determinades coves i pot ser domesticat.
- Cabra: animal que viu a les muntanyes.
- Calamar lluent: viu en algunes coves i brilla en la foscor.

## Productes relacionats

### Videojocs

#### Minecraft: Story Mode
Minecraft: Story Mode, un joc basat en Minecraft i desenvolupat per Telltale Games en col·laboració amb Mojang, va ser anunciat el desembre de 2014. Consta de cinc episodis més tres episodis addicionals que es poden descarregar, el joc autònom és un tema narratiu i basat en les reaccions del jugador i es va publicar a Windows, OS X, iOS, PlayStation 3, PlayStation 4, Xbox 360 i Xbox One mitjançant descàrrega el 13 d'octubre de 2015. El 27 d'octubre, es va publicar un disc físic que permet accedir a tots els episodis per a les esmentades quatre consoles. La versió de Wii U i la versió de Nintendo Switch també es van publicar. El primer tràiler del joc es va mostrar al MineCon el 4 de juliol de 2015, revelant algunes de les característiques del joc. A Minecraft: Story Mode, els jugadors controlen Jesse (expressada per Patton Oswalt i Catherine Taber), que parteix d'un viatge amb els seus amics per trobar The Order of the Stone (quatre aventurers que van matar un Drac Ender). per salvar el seu món. Brian Posehn, Ashley Johnson, Scott Porter, Martha Plimpton, Dave Fennoy, Corey Feldman, Billy West i Paul Reubens retraten la resta del repartiment.

#### Minecraft Classic
Minecraft Classic és un del navegador de la versió clàssica del 2009 de Minecraft. El joc es va llançar el 7 de maig de 2019, per celebrar el desè aniversari de Minecraft. Minecraft Classic recrea el joc tal com va ser el 2009, incloent els errors presents a la versió del 2009 de Minecraft. El joc té un total de 32 tipus de blocs que poden col·locar els jugadors. El joc també és compatible amb multijugador amb fins a un total de 10 jugadors.

#### Minecraft Earth
Minecraft Earth és un joc de realitat augmentada que va ser anunciat per Microsoft el maig del 2019. El joc permetrà als jugadors interactuar amb el món i construir estructures i objectes a l'estil de Minecraft que persistiran i poden ser modificats per altres jugadors. El joc implementarà la recollida de recursos i moltes d'altres funcions del joc original en un marc de realitat augmentada. El joc va tenir una versió beta el juliol de 2019.

#### Minecraft Dungeons
Minecraft Dungeons és un joc de tipus rastrejador que es va anunciar que es desenvoluparà a la MineCon 2018. Situat a l'univers de Minecraft, el joc es pot jugar sol o en un grup de fins a quatre persones. S'ha publicat per a Windows, Xbox One, Nintendo Switch i PlayStation 4 el 2020.

### Llibres

#### Minecraft: Viatge a la fi del món
Minecraft: Viatge a la fi del món (マインクラフト～世界の果てへの旅～, Mainkurafuto -Sekai no hate e no tabi-) és un manga de 2020 creat per Kazuyoshi Seto serialitzat a la revista CoroCoro Comic i editat per l'editorial Shogakukan.
Norma Editorial va començar a publicar el manga traduït al català el 25 d'octubre de 2024.
| Núm. | Data de publicació original | ISBN original     | Data de publicació en català | ISBN català       |
| --- | --------------------------- | ----------------- | ---------------------------- | ----------------- |
| 1 | 28 de setembre de 2020      | 978-40-914-3235-3 | 25 d'octubre de 2024         | 978-84-679-7105-7 |
| El món de Minecraft està ple d'aventures amb multitud d'objectes desconeguts i llocs inexplorats. Viatjar-hi és perillós, però també molt emocionant. Prepara't per a conèixer en Niko i els seus amics en aquesta fantàstica aventura que recrea el mundialment famós videojoc amb la llibertat com a tema central. |                             |                   |                              |                   |
| 2 | 26 de març de 2021          | 978-4-09-143283-4 | 5 de desembre de 2024        | 978-84-679-7106-4 |
| El mundialment famós videojoc amb la llibertat com a tema central per fi té el seu manga!! Aquest cop l’aventura continua no només per boscos i un volcà, sinó fins i tot pel fons del mar! I a més, els nostres protagonistes faran un nou amic d’allò més explosiu!                                                |                             |                   |                              |                   |
| 3 | 27 d'agost de 2021          | 978-4-09-143324-4 | 5 d'abril de 2025            | 978-84-679-7107-1 |
| Arriba el tercer volum del primer manga ambientat en el món d’infinites possibilitats de Minecraft! Les coses es posen cada cop més intenses per a en Niko i la seva colla, a qui, aquesta vegada, se’ls unirà una companya d’allò més peculiar...                                                                   |                             |                   |                              |                   |

## Impacte cultural
El setembre del 2019, The Guardian va classificar Minecraft com el millor videojoc del segle XXI (de les seves dues primeres dècades), i el novembre del 2019 Polygon va anomenar el joc el "joc més important de la dècada" en la dècada del 2010. Al desembre de 2019, Forbes va fer que Minecraft es mencionés en una llista dels millors videojocs dels anys 2010, afirmant que el joc és "sens dubte un dels jocs més importants dels últims deu anys".
Els llocs de xarxes socials com YouTube, Facebook i Reddit van tenir un paper important en la popularització de Minecraft. Les investigacions realitzades per l'Annenberg School of Communication de la Universitat de Pensilvania van demostrar que un terç dels jugadors de Minecraft van conèixer el joc a través de vídeos d'Internet. El 2010, els vídeos relacionats amb Minecraft van començar a influir sobre YouTube, sovint realitzats per comentaristes. Els vídeos solen contenir captures de pantalla del joc i reproduccions de veu. La cobertura habitual dels vídeos inclou creacions realitzades per reproductors, passos de diverses tasques i paròdies d’obres de la cultura popular. Al maig del 2012, s'havien penjat més de quatre milions de vídeos de YouTube relacionats amb Minecraft. Alguns comentaristes populars han rebut feina a Machinima, una companyia de videojocs que té un canal d'entreteniment molt vist a YouTube. El Yogscast és una empresa britànica que produeix periòdicament vídeos de Minecraft; el seu canal de YouTube ha aconseguit milers de milions de visualitzacions i el seu panell de MineCon 2011 ha tingut més presència. Un altre personal de YouTube molt conegut inclou Jordan Maron, que ha creat moltes paròdies de Minecraft, entre les quals hi ha "Minecraft Style", una paròdia del single amb èxit internacional "Gangnam Style" del raper sud-coreà Psy.
Herobrine és una icona comunitària important de Minecraft, que va aparèixer per primera vegada com una sola imatge a 4chan /v/ board. Segons els rumors, Herobrine apareix en els mons dels jugadors i construeix construccions estranyes. Tot i això, Mojang ha confirmat que Herobrine no ha existit mai a Minecraft i que no hi ha previst afegir Herobrine.
Minecraft ha estat referenciat per altres videojocs, com Torchlight II, Borderlands 2, Choplifter HD, Super Meat Boy, The Elder Scrolls V: Skyrim, The Binding of Isaac, The Stanley Parable i FTL: Faster Than Light. També va fer referència a l'artista de música electrònica deadmau5 en les seves actuacions. Una simulació del joc es va presentar al vídeo musical "GUY" de Lady Gaga. El joc també es coneix molt a "Informative Murder Porn", el segon episodi de la dissetena temporada de la sèrie de televisió animada South Park."Luca $", el dissetè episodi de la vint-i-cinquena temporada de la sèrie animada The Simpsons es va inspirar en Minecraft.

### Aplicacions
Les possibles aplicacions de Minecraft s’han discutit àmpliament, especialment en els camps del disseny i l'educació assistits per ordinador. En un panell de MineCon 2011, un desenvolupador suec va discutir la possibilitat d'utilitzar el joc per redissenyar edificis i parcs públics, afirmant que l'ús de Minecraft era molt més fàcil d'utilitzar per a la comunitat, facilitant la visió de la funcionalitat dels nous edificis i parcs. El 2012, un membre del grup de Human Dynamics del MIT Media Lab, Cody Sumter, va dir: "Notch no acaba de construir un joc. Ha enganyat a 40 milions de persones per a que aprenguin a utilitzar un programa CAD". S'ha desenvolupat diversos programes que permeten imprimir dissenys virtuals mitjançant impressores 3D professionals o impressores personals com MakerBot i RepRap.
Al setembre de 2012, Mojang va iniciar el projecte Block By Block en col·laboració amb l'associació Habitat-UN per crear entorns del món real a Minecraft. El projecte permet als joves que viuen en aquests entorns participar en el disseny dels canvis que voldrien veure. Mitjançant Minecraft, la comunitat ha ajudat a reconstruir les àrees de preocupació i es convida als ciutadans a entrar als servidors de Minecraft i a modificar el seu propi barri. Carl Manneh, director general de Mojang, va anomenar el joc "l'eina perfecta per facilitar aquest procés", i va afegir "La col·laboració de tres anys donarà suport a la Xarxa de Desenvolupament Urbà Sostenible de l'associació Habitat-UN per actualitzar 300 espais públics el 2016". Mojang va signar la comunitat d’edificis de Minecraft, FyreUK, per ajudar a convertir els entorns en Minecraft. El primer projecte pilot es va iniciar a Kibera, un dels assentaments informals de Nairobi, i es troba en fase de planificació. El projecte Block By Block es basa en una iniciativa anterior iniciada l’octubre de 2011, Mina Kvarter (My Block), que va oferir als joves de les comunitats sueques una eina per visualitzar com volien canviar una part de la seva ciutat. Segons Manneh, el projecte era una forma útil de visualitzar idees d’urbanisme sense necessàriament tenir una formació en arquitectura. Les idees presentades pels ciutadans eren una plantilla de decisions polítiques.
L’abril de 2014, l'Agència Danesa de Geodata va generar tot Dinamarca a escala completa a Minecraft basada en la seva pròpia geodata. Això és possible perquè Dinamarca és un dels països més plans amb el seu punt més alt a 171 metres (classificant-se com el país amb la 30a extensió més baixa), quan el límit per defecte de Minecraft és al voltant dels 192 metres sobre del nivell del mar.
Minecraft també s’ha utilitzat en entorns educatius. El 2011 es va formar una organització educativa anomenada MinecraftEdu amb l'objectiu d'introduir Minecraft a les escoles. El grup treballa amb Mojang perquè el joc sigui assequible i accessible a les escoles. La versió de Minecraft a través de MinecraftEdu inclou funcions úniques que permeten als professors supervisar el progrés dels estudiants dins del món virtual, com ara rebre captures de pantalla d’estudiants per mostrar la conclusió d’una lliçó. El setembre de 2012, MinecraftEdu va dir que aproximadament 250.000 estudiants de tot el món tenen accés a Minecraft a través de la companyia. S’han desenvolupat una gran varietat d’activitats educatives que impliquen el joc per ensenyar als estudiants diverses matèries, com ara història, arts de la llengua i ciències. Per exemple, un professor va construir un món format per fites històriques diverses perquè els estudiants aprenguessin i exploressin. Un altre professor va crear una representació a gran escala d’una cèl·lula animal a Minecraft que l’alumne podia explorar i aprendre com funcionen les cèl·lules. El Great Ormond Street Hospital ha estat recreat a Minecraft, i va proposar que els pacients puguin utilitzar-lo per explorar l'hospital abans de visitar-los. Minecraft també pot resultar com una innovació en el disseny assistit per ordinador (CAD). Minecraft ofereix una sortida de col·laboració en el disseny i podria tenir un impacte en la indústria.
Amb la introducció de blocs de redstone per representar circuits elèctrics, els usuaris han pogut construir ordinadors virtuals funcionals dins de Minecraft. Aquestes creacions virtuals inclouen un disc dur, un ordinador virtual de 8 bits, i emuladors d'Atari 2600 (inclòs un de SethBling amb personalitats de YouTube) i Game Boy Advance. En almenys una instància, s’ha creat un mod per utilitzar aquesta característica per ensenyar als jugadors més joves a programar en un idioma establert per l’ordinador virtual dins d’un món de Minecraft.
Microsoft i l'empresa sense ànim de lucre Code.org s’havien unit per oferir jocs, trencaclosques i tutorials basats en Minecraft destinats a ajudar els nens a programar; el març del 2018, Microsoft i Code.org van informar que més de 85 milions d’infants han utilitzat les seus tutorials. El setembre de 2014, el British Museum de Londres va anunciar plans per recrear el seu edifici juntament amb totes les exposicions de Minecraft conjuntament amb els membres del públic.
Aprofitant l'accessibilitat del joc on se censuren altres llocs web, l'organització no governamental Reporters Sense Fronteres ha utilitzat un servidor de Minecraft obert per crear la Biblioteca sense censura, un dipòsit dins del joc del periodisme d'autors de països (inclosos Egipte, Mèxic, Rússia, Aràbia Saudita i Vietnam) que han estat censurats i arrestats, com Jamal Khashoggi. L'edifici virtual neoclàssic va ser creat al llarg d’unes 250 hores per un equip internacional de 24 persones.

### Còpies falses
Després del llançament de Minecraft, es van publicar alguns videojocs amb diverses similituds amb Minecraft, i alguns es van anomenar "còpies" del joc. En són exemples Ace of Spades, CastleMiner, CraftWorld, FortressCraft, Terraria i Total Miner. També existeixen altres jocs similars, com World Craft. David Frampton, dissenyador de The Blockheads, va informar que un fracàs del seu joc en 2D va ser el "art píxel de baixa resolució" que s'assemblava massa a l'art de Minecraft, el que va donar lloc a "certa resistència" dels fans. S'ha publicat una adaptació homebrew de la versió alfa de Minecraft per a la Nintendo DS, titulada DScraft; s'ha notat per la seva similitud amb el joc original tenint en compte les limitacions tècniques del sistema.
En resposta a l'adquisició de Mojang i la seva Minecraft IP per part de Microsoft, diversos desenvolupadors van anunciar altres còpies desenvolupades específicament per a les consoles de Nintendo, ja que eren les úniques plataformes principals que no havien rebut oficialment Minecraft en aquell moment. Aquestes còpies inclouen UCraft (Nexis Games), Cube Life: Island Survival (Cypronia), Discovery (Noowanda), Battleminer (Wobbly Tooth Games), Cube Creator 3D (Big John Games), i Stone Shire (Finger Gun Games). Malgrat això, es van reprendre les versions oficials de Minecraft a les consoles de Nintendo. Persson va fer un joc similar, Minicraft, per a una competició Ludum Dare el 2011.

### Pel·lícules
El desembre del 2012 es va publicar un documental sobre el desenvolupament de Mojang i Minecraft. Titulada Minecraft: The Story of Mojang, la pel·lícula va ser produïda per 2 Player Productions. El 2014, es va tancar un intent de micromecenatge d'una pel·lícula de fan a través de Kickstarter després que Persson es negés a deixar que els cineastes utilitzessin la llicència.
El 2012, Mojang va rebre ofertes de productors de Hollywood que volien produir programes de televisió relacionats amb Minecraft; tanmateix, Mojang va afirmar que només participarien en aquests projectes quan "aparegui la idea correcta". Al febrer de 2014, Persson va revelar que Mojang estava en converses amb Warner Bros Pictures sobre una pel·lícula de Minecraft i, per aquell mes d'octubre, era "en els seus primers temps de desenvolupament". La pel·lícula estava prevista per a la seva estrena el 24 de maig de 2019 i anava a ser dirigida per Shawn Levy i escrita per Jason Fuchs. Més tard, Levy va ser abandonat i va ser substituït per Rob McElhenney. L’agost de 2018, McElhenney va deixar la pel·lícula i Fuchs va ser reemplaçat per Aaron i Adam Nee, cosa que va provocar que la seva data d’estrena es retracès. Segons McElhenney, s'havia atret a la pel·lícula basada en la naturalesa oberta del joc, una idea amb la qual Warner Bros havia estat inicialment d'acord i li va proporcionar un pressupost previ per a 150 milions de dòlars americans. El 2016, la producció havia començat a la pel·lícula, incloent-hi Steve Carell per contractar la seva actuació. Aleshores, el director general de Warner Bros Pictures, Greg Silverman, es va rebaixar i va ser substituït per Toby Emmerich, que va tenir una visió diferent de l'estudi. La pel·lícula de Minecraft de McElhenney "va morir lentament sobre la vinya", i finalment va sortir la pel·lícula.
El gener del 2019, Peter Sollett va ser anunciat per escriure i dirigir la pel·lícula, amb una història completament diferent de la versió de McElhenney. Es preveia que la pel·lícula s'estrenara a les sales el 4 de març de 2022.

### Novel·les
El joc ha inspirat diverses novetats amb llicència oficial:
- Max Brooks. Minecraft: The Island: An Official Minecraft Novel.  Del Rey, 18 juliol 2017. ISBN 9780399181771.[152]
- Tracey Baptiste. Minecraft: The Crash: An Official Minecraft Novel.  Del Rey, 10 juliol 2018. ISBN 9780399180668.[153]
- Mur Lafferty. Minecraft: The Lost Journals: An Official Minecraft Novel.  Del Rey, 9 juliol 2019. ISBN 9780399180699.
- Catherynne Valente. Minecraft: The End: An Official Minecraft Novel.  Del Rey, 3 desembre 2019. ISBN 9780399180729.

### Merchandising
Un conjunt de Lego basat en Minecraft anomenat Lego Minecraft va ser creat el 6 de juny de 2012. El conjunt, anomenat "Micro World", se centra al voltant del personatge predeterminat del jugador i un creeper. Mojang va presentar el concepte del merchandising de Minecraft a Lego el desembre de 2011 per al programa Lego Idees, del qual va rebre 10.000 vots ràpidament pels usuaris, cosa que va demanar a Lego que revisés el concepte. Lego Idees va aprovar el concepte el gener de 2012 i va començar a desenvolupar conjunts basats en Minecraft. L'1 de setembre de 2013 es van publicar dos conjunts més basats en el infern i un poble. Un quart conjunt de Micro World, el Fi, va ser llançat el juny de 2014. Noves sèries més grans d’escala de minifigures Lego es van fer disponibles el novembre de 2014.
Mojang col·labora sovint amb Jinx, una botiga de mercaderies de jocs en línia per vendre merchandising de Minecraft, com ara roba, pics i joguines de criatures del joc. Al maig del 2012, es van produir més d'un milió de dòlars a partir de les vendes de merchandising de Minecraft. Les samarretes i mitjons eren els productes més populars. El març de 2013, Mojang va signar un acord amb el grup Egmont, un editor de llibres infantils, per crear manuals de Minecraft, publicacions anuals, pòsters i revistes.

### MineCon
MineCon és una convenció oficial dedicada a Minecraft. La primera es va celebrar el novembre de 2011 al Mandalay Bay Hotel and Casino de Las Vegas. El 31 d'octubre, les 4.500 entrades de MineCon 2011 es van esgotar. L'esdeveniment va incloure el llançament oficial de Minecraft; discursos claus, inclòs un de Persson; concursos de construccions i vestuari; classes per a aprendre a jugar a Minecraft; exposicions de companyies relacionades amb jocs relacionats amb Minecraft; merchandisings commemoratius; autògrafs i horaris d'imatges amb empleats de Mojang i col·laboradors de la comunitat Minecraft. Després de la MineCon, hi va haver una festa posterior a Into The Nether amb deadmau5. Es van donar codis gratuïts a tots els assistents de MineCon que van desbloquejar versions alfa dels desplaçaments de Mojang, així com un joc addicional no de Mojang, Cobalt, desenvolupat per Oxeye Game Studios. Es van produir fets similars a MineCon 2012, que va tenir lloc a Disneyland París aquell novembre. Les entrades per a l'esdeveniment del 2012 es van esgotar en menys de dues hores. MineCon 2013 també es va celebrar a Orlando al novembre. MineCon 2015 es va celebrar a Londres el juliol d'aquell any. MineCon 2016 es va celebrar a Anaheim aquell setembre. MineCon 2017 es va celebrar en streaming en lloc de celebrar-se en un escenari. Titulat "MineCon Earth", es va transmetre en directe aquell novembre. MineCon Earth 2018 va seguir el mateix format que l'esdeveniment del 2017, però va ser rebatejat el 2019 a “MineCon Live” per evitar confusions amb el joc de realitat augmentada de Mojang, Minecraft Earth.

## Anàlisi
Minecraft va rebre aclamacions crítiques, elogiant la llibertat creativa que atorga als jugadors en el joc, així com la facilitat de permetre un joc emergent. Els crítics han lloat el complex sistema de creació de Minecraft i han comentat que és un aspecte important del joc obert. La majoria de publicacions van quedar impressionats pels gràfics "bloquejats" del joc, amb IGN que els va descriure com "instantàniament memorables". Els crítics també van agradar els elements d’aventura del joc, destacant que el joc crea un bon equilibri entre explorar i construir. La funció multijugador del joc ha estat generalment rebuda favorablement, amb IGN comentant que "l'aventura és sempre millor amb els amics". Jaz McDougall, de PC Gamer, va dir que Minecraft és "divertit intuïtivament interessant i contagiosament divertit, amb un àmbit inigualable per a la creativitat i experiències memorables". S'ha considerat que ha introduït milions de nens al món digital, en la mesura que la seva mecànica bàsica de jocs és lògicament anàloga a les ordres de l'ordinador.
Els crítics han dit que la manca de tutorials i instruccions del joc dificulta que els nous jugadors puguin aprendre a jugar. IGN s'ha decebut amb els passos molestos necessaris per configurar servidors multijugador, anomenant-lo "un problema". Els crítics també van dir que els errors visuals es produeixen periòdicament. Tot i el seu llançament de la versió beta el 2011, GameSpot va dir que el joc tenia una "sensació inacabada", i va afegir que alguns elements del joc semblen "incomplets o units ràpidament".
Una revisió de la versió alfa, de Scott Munro, del Daily Record, la va anomenar "hi ha alguna cosa especial" i va instar els lectors a comprar-la. Jim Rossignol de Rock, Paper, Shotgun també va recomanar l'alfa del joc, anomenant-lo "una espècie de generatiu Lego Stalker de 8 bits". El 17 de setembre de 2010, el webcomic de jocs Penny Arcade va començar una sèrie de còmics i publicacions sobre notícies sobre l'addicció del joc. Els crítics de la versió Xbox 360 han estat generalment positius, però no han rebut tants elogis com la versió de PC. Tot i que els crítics estaven decebuts per la manca de funcions com ara el suport amb mods i el contingut de la versió de PC, van aclamar que es va afegir un tutorial i consells al joc i receptes elaborades, dient que fan que el joc sigui més fàcil d’utilitzar.
El Minecraft: Pocket Edition inicialment va rebre crítiques diferents dels crítics. Tot i que els crítics van apreciar els controls intuïtius del joc, van quedar decebuts per la falta de contingut. Es va criticar especialment la incapacitat de recollir recursos i objectes artesanals, així com els limitats tipus de blocs i la falta de mobs hostils. Després d'actualitzar més contingut, Pocket Edition va començar a rebre ressenyes més positives. Els revisors van complimentar els controls i els gràfics, però encara van notar una falta de contingut.

### Compres
Minecraft va superar més d’un milió de compres menys d’un mes després d’haver entrat en fase beta a principis de 2011. Al mateix temps, el joc no tenia cap recolzador d'editor i mai no s’havia anunciat comercialment tret del boca-orella, i diverses referències no pagades en mitjans populars com ara el webcomic Penny Arcade. A l'abril de 2011, Persson calculava que Minecraft havia obtingut 23 milions d'euros en ingressos, amb 800.000 compres de la versió alfa del joc i més d’un milió de vendes de la versió beta. El novembre de 2011, abans de la versió completa del joc, Minecraft beta va superar els 16 milions d'usuaris registrats i les 4 milions de compres. El març del 2012, Minecraft s’havia convertit en el sisè joc de PC més venut de tots els temps. El 10 d'octubre del 2014, el joc havia venut 17 milions de còpies a PC, convertint-se en el joc de PC més venut de tots els temps. El 10 d'octubre del 2014, el joc ha venut aproximadament 60 milions de còpies a totes les plataformes, convertint-lo en un dels videojocs més venuts de tots els temps. El 25 de febrer de 2014, el joc va arribar als 100 milions d’usuaris registrats. El maig del 2019, s'havien venut més de 180 milions de còpies a totes les plataformes, convertint-lo en el videojoc més venut de tots els temps. La versió gratuïta de Minecraft China comptava amb més de 300 milions de jugadors el novembre de 2019.
La versió Xbox 360 de Minecraft es va rendibilitzar el primer dia del llançament del joc el 2012, quan el joc va batre els rècords de vendes de Xbox Live amb 400.000 jugadors en línia. A una setmana d’estar al Xbox Live Marketplace, Minecraft va vendre més d’un milió de còpies. GameSpot va anunciar el desembre de 2012 que Minecraft va vendre més de 4,48 milions de còpies des que el joc va debutar a Xbox Live Arcade el maig de 2012. El 2012, Minecraft va ser el títol més adquirit a Xbox Live Arcade; també va ser el quart joc més jugat a Xbox Live basat en usuaris únics mitjans al dia. Finbs el 4 d'abril del 2014, la versió Xbox 360 va vendre 12 milions de còpies. A més, Minecraft: Pocket Edition va assolir les 21 milions de vendes. La versió de PlayStation 3 va vendre un milió de còpies en cinc setmanes. El llançament de la versió de PlayStation Vita del joc va augmentar les vendes de Minecraft en un 79%, i va vendre els llançaments de debut tant en PS3 com en PS4 i es va convertir en el llançament de Minecraft més gran en una consola PlayStation. La versió de PS Vita va vendre 100.000 còpies digitals al Japó en els dos primers mesos de llançament, segons un anunci de SCE Japan Asia. El gener de 2015, 500.000 còpies digitals de Minecraft es van vendre al Japó a totes les plataformes PlayStation, amb un augment dels nens d'escola primària que compraven la versió PS Vita. Minecraft va ajudar a millorar els ingressos totals de primera part de Microsoft per 63 milions de dòlars durant el segon trimestre de 2015. El joc, incloent-hi totes les seves versions, tenia més de 112 milions de jugadors actius mensuals fins al setembre del 2019.

### Premis
Al juliol de 2010, PC Gamer va classificar Minecraft com el quart millor joc per jugar a la feina. El desembre d'aquest mateix any, Good Game va seleccionar Minecraft com la seva opció com a Millor Joc Descarregable del 2010, Gamasutra el va nomenar el vuitè millor joc de l'any, així com el vuitè millor joc indie de l'any, i Rock, Paper, Shotgun el van anomenar el "joc de l'any". Indie DB va atorgar el joc el premi Indie of the Year 2010 escollit pels electors, a més de dos dels cinc premis Choice Editor de la part més innovadora i el millor indie d'un jugador. PC Gamer UK va guardonar Minecraft amb el Game of the Year. El joc va ser nominat als premis Seumas McNally, excel·lència tècnica i excel·lència en disseny del Festival dels Jocs Independents el març del 2011 i va guanyar el Gran Premi i el premi del públic votat per la comunitat. Al Game Developers Choice Awards 2011, Minecraft va guanyar premis en les categories de Millor Joc en Debut, Premi a Millor Joc Descarregable i Premi a la Innovació, guanyant cada premi pel qual va ser nominada. També va guanyar el premi de videojocs de GameCity. El 5 de maig de 2011, Minecraft va ser seleccionat com un dels 80 jocs que es podrien exhibir al Smithsonian American Art Museum com a part de la mostra The Art of Video Games que es va inaugurar el 16 de març de 2012. Als Premis Spike Video Game 2011, Minecraft va guanyar el premi al millor joc independent i va ser nominada a la categoria de millor joc de PC. El 2012, a la British Academy Video Games Awards, Minecraft va ser nominada a la categoria GAME Award de 2011 i Persson va rebre el The Special Award. El 2012, Minecraft XBLA va ser guardonat amb un Golden Joystick Award en la categoria del millor joc descarregable, i un premi de la indústria dels jocs TIGA en la categoria de millor joc d’arcade. El 2013 va ser nominada com a joc familiar de l'any als British Academy Video Games Awards. Minecraft Console Edition va guanyar el premi TIGA Game Of the Year el 2014. El 2015, el joc va col·locar el sisè lloc a la llista dels 15 millors jocs des dels 2000 de USgamer. En 2016, Minecraft queda sisè en el The 50 Best Video Games of All Time del diari Time.
Minecraft va ser nominat als premis 2013 Kids' Choice Awards for Favorite App, però va perdre contra el Temple Run. Va ser nominat als 2014 Kids' Choice Awards for Favorite Video Game, però va perdre contra el Just Dance 2014. El joc després va guanyar el Most Addicting Game dels 2015 Kids' Choice Awards. A més, la Java Edition va ser nominada al "Videojoc favorit" als premis Kids 'Choice Awards 2018, mentre que el propi joc va guanyar el premi "Still Playing" als premis Golden Joystick 2019.